# Mimostedes fuscosignatus
Mimostedes fuscosignatus là một loài bọ cánh cứng trong họ Cerambycidae.